# Марија Каран
Марија Каран (Београд, 29. април 1982) српска је филмска, телевизијска и позоришна глумица.

## Биографија
Рођена је у Београду 29. априла 1982. године. Код ње је примећен глумачки таленат још док је била девојчица.
Глумом је почела да се бави 2001. године. Дипломирала је глуму на Факултету драмских уметности у Београду. Студирала је заједно са глумцима: Калина Ковачевић, Нада Мацанковић, Ана Марковић и Никола Ракочевић.
Популарност је стекла 2004. године, улогом Марије Станимировић у филму Јесен стиже, Дуњо моја. Наставила је с улогама у популарним филмовима Кад порастем бићу Кенгур и Седам и по, као и серијама Љубав, навика, паника (2005), коју је напустила 2006. године (заменила ју је Борка Томовић). Године 2007. глумила је у једном од најуспешнијих српских филмова те године, Четврти човек.
Поред глуме, велика страст су јој одбојка, стони тенис и фитнес-бициклизам.

## Филмографија[2]
| Год.       | Назив                         | Улога                             |
| ---------- | ----------------------------- | --------------------------------- |
| 2000-е     |                               |                                   |
| 2002.      | Ноћ уз видео                  | секретарица                       |
| 2003.      | Готово митски                 | Мина                              |
| 2003.      | Миле против транзиције        | девојка са телевизије / анкетарка |
| 2004.      | Слободан пад                  | бивша девојка                     |
| 2004.      | Кад порастем бићу Кенгур      | Ирис                              |
| 2004.      | Улични ходач                  | Јана                              |
| 2004.      | Јесен стиже, дуњо моја        | Марија Станимировић               |
| 2005.      | Свадба                        | млада                             |
| 2005—2006. | Љубав, навика, паника         | Маја Милићевић                    |
| 2006.      | Седам и по                    | Ковиљка                           |
| 2006.      | Through Skin and Bone         | жена                              |
| 2006.      | Не скрећи са стазе            | девојка са видеа                  |
| 2007.      | Крадљивац успомена            |                                   |
| 2007.      | Четврти човек                 | Теодора                           |
| 2008.      | Taximan                       | Дана                              |
| 2008.      | Casualty                      | Мина Рабинович                    |
| 2010-е     |                               |                                   |
| 2009.      | Технотајз: Едит и ја          | Брони                             |
| 2009.      | Јесен стиже, дуњо моја        | Марија Станимировић               |
| 2010.      | Dark Relic                    | Сафа                              |
| 2010.      | Севдах за Карима              | Ивана                             |
| 2011.      | The Rite                      | Сандра                            |
| 2011.      | Covert Affairs                | Нађа Леванди                      |
| 2011.      | Assassination Games           | Октобар                           |
| 2011—2012. | Непобедиво срце (ТВ серија)   | Славка                            |
| 2012—2013. | Будва на пјену од мора        | Анђелика Лушевска                 |
| 2012—2013. | Ларин избор                   | кнегиња Анастазија Поповић        |
| 2015.      | Booger Red's Sex Kindergarten | Марија                            |
| 2015—2016. | Реци да ме волиш              | Јасна                             |
| 2018.      | Пет                           | Александра                        |
| 2020-е     |                               |                                   |
| 2021.      | Династија                     | Александра Кадић Константиновић   |